# Hans Ulfvebrand
Hans Gunnar Ulfvebrand, född 9 augusti 1952 i Falköpings stadsförsamling, Skaraborgs län, är en svensk kyrkoman.

## Biografi
Ulfvebrand prästvigdes 1977. Han blev kyrkoherde i Sofia församling i Stockholm 1992 och domprost i Stockholms stift och kyrkoherde i Stockholms domkyrkoförsamling 2013.